# Campionati mondiali di slittino 1975
I Campionati mondiali di slittino 1975, diciottesima edizione della manifestazione organizzata dalla Federazione Internazionale Slittino, si tennero il 15 e 16 febbraio 1975 ad Hammarstrand, in Svezia, sulla pista omonima, la stessa sulla quale si svolsero le competizioni iridate nel 1967; furono disputate gare in tre differenti specialità: nel singolo uomini ed in quello donne e nel doppio.
Assoluta dominatrice della manifestazione fu la squadra tedesca orientale, capace di conquistare tutti e tre i titoli in palio e ben sei medaglie sulle nove assegnate in totale; le medaglie d'oro furono vinte da Wolfram Fiedler nel singolo uomini, da Margit Schumann nella prova femminile, al suo terzo titolo consecutivo, e dai fratelli Bernd ed Ulrich Hahn nella specialità biposto, che bissarono la vittoria ottenuta l'anno precedente.

## Risultati

### Singolo uomini
La gara fu disputata su quattro manches nell'arco di due giorni e presero parte alla competizione 48 atleti in rappresentanza di 14 differenti nazioni; campione uscente era il tedesco occidentale Josef Fendt, che concluse la prova all'undicesimo posto, ed il titolo fu conquistato dal tedesco dell'Est Wolfram Fiedler, già vincitore di due medaglie di bronzo ai Giochi di Sapporo 1972 e dell'argento iridato nella prova del singolo nel 1973, davanti all'austriaco Manfred Schmid, due volte campione del mondo nel doppio e campione olimpico a Grenoble 1968 nel singolo, ed all'altro rappresentante della DDR Harald Ehrig, che conquistò l'argento alle Olimpiadi del 1972 ed il bronzo ai mondiali dell'anno seguente.
| Pos. | Atleti                | Nazione          | Tempo    | Distacco |
| ---- | --------------------- | ---------------- | -------- | -------- |
|      | Wolfram Fiedler       | Germania Est     | 3'14"533 |          |
|      | Manfred Schmid        | Austria          | 3'15"285 | +0"752   |
|      | Harald Ehrig          | Germania Est     | 3'16"050 | +1"517   |
| 4    | Horst Müller          | Germania Est     | 3'17"021 | +2"488   |
| 5    | Hans-Heinrich Winkler | Germania Est     | 3'17"405 | +2"872   |
| 6    | Mirosław Więckowski   | Polonia          | 3'17"692 | +3"159   |
| 7    | Dettlef Günther       | Germania Est     | 3'17"847 | +3"314   |
| 8    | Jurij Karjakin        | Unione Sovietica | N.D.     | N.D.     |
| 9    | Paul Hildgartner      | Italia           | N.D.     | N.D.     |
| 10   | Morten Johansen       | Norvegia         | N.D.     | N.D.     |

### Singolo donne
La gara fu disputata su quattro manches nell'arco di due giorni e presero parte alla competizione 14 atlete in rappresentanza di 7 differenti nazioni; campionessa uscente era la tedesca orientale Margit Schumann, che riuscì a vincere nuovamente il titolo ottenuto nelle due edizioni precedenti, davanti alla connazionale Ute Rührold, già a podio nelle ultime due rassegne iridate e medaglia d'argento ai Giochi di Sapporo 1972, ed alla cecoslovacca Dana Spálenská.
| Pos. | Atleti              | Nazione          | Tempo    | Distacco |
| ---- | ------------------- | ---------------- | -------- | -------- |
|      | Margit Schumann     | Germania Est     | 3'02"599 |          |
|      | Ute Rührold         | Germania Est     | 3'03"925 | +1"326   |
|      | Dana Spálenská      | Cecoslovacchia   | 3'04"296 | +1"697   |
| 4    | Halina Kanasz       | Polonia          | 3'04"503 | +1"904   |
| 5    | Margit Graf         | Austria          | 3'06"723 | +4"124   |
| 6    | Agneta Lindskog     | Svezia           | 3'08"110 | +5"511   |
| 7    | Angelika Schafferer | Austria          | N.D.     | N.D.     |
| 8    | Halina Biegun       | Polonia          | N.D.     | N.D.     |
| 9    | Vera Zozulja        | Unione Sovietica | N.D.     | N.D.     |
| 10   | Veronica Holmsten   | Svezia           | N.D.     | N.D.     |

### Doppio
La gara fu disputata su due manches nell'arco di un solo giorno e presero parte alla competizione 42 atleti in rappresentanza di 12 differenti nazioni; campioni uscenti erano i fratelli tedeschi orientali Bernd ed Ulrich Hahn, che riuscirono a bissare il titolo ottenuto nell'edizione precedente, davanti ai connazionali Horst Müller e Hans-Jürgen Neumann, quest'ultimo già vicecampione del mondo l'anno prima con un altro compagno, ed al duo austriaco formato da Rudolf Schmid e Franz Schachner, confermando anche loro la medaglia ottenuta nella scorsa rassegna iridata.
| Pos. | Atleti                            | Nazione          | Tempo   | Distacco |
| ---- | --------------------------------- | ---------------- | ------- | -------- |
|      | Bernd Hahn Ulrich Hahn            | Germania Est     | 1'30"15 |          |
|      | Horst Müller Hans-Jürgen Neumann  | Germania Est     | 1'30"16 | +0"01    |
|      | Rudolf Schmid Franz Schachner     | Austria          | 1'31"40 | +1"25    |
| 4    | Mirosław Więckowski Andrzej Kozik | Polonia          | 1'31"53 | +1"38    |
| 5    | Dajnis Bremze Ajgars Krikis       | Unione Sovietica | 1'31"66 | +1"51    |
| 6    | Ray Lindfors Bo Lindberg          | Squadra mista    | 1'32"08 | +1"93    |
| 7    | Martin Ore Stephen Sinding        | Norvegia         | N.D.    | N.D.     |
| 8    | Paul Hildgartner Walter Plaikner  | Italia           | N.D.    | N.D.     |
| 9    | Sergej Chailov Sergej Osipov      | Unione Sovietica | N.D.    | N.D.     |
| 10   | Asle Strand Helge Svensen         | Norvegia         | N.D.    | N.D.     |

## Medagliere
| Posizione | Nazione        | Oro | Argento | Bronzo | Totale |
| --------- | -------------- | --- | ------- | ------ | ------ |
| 1         | Germania Est   | 3   | 2       | 1      | 6      |
| 2         | Austria        | 0   | 1       | 1      | 2      |
| 3         | Cecoslovacchia | 0   | 0       | 1      | 1      |
| Totale    | Totale         | 3   | 3       | 3      | 9      |